# Parata
Parata är en kommun i departementet Haute-Corse på ön Korsika i Frankrike. Kommunen ligger i kantonen Orezza-Alesani som tillhör arrondissementet Corte. År 2022 hade Parata 25 invånare.

## Befolkningsutveckling
Antalet invånare i kommunen Parata
Referens:INSEE